# Musée maritime d'Oskarshamn
Le musée maritime d'Oskarshamn (Sjöfartsmuseet i Oskarshamn en suédois), est un musée situé au sud-est de la Suède. Le musée est consacré à l'histoire du chantier naval d'Oskarshamn et sa construction navale, aussi comme la vie maritime liée à la ville en général. Le musée a été fondé en 1954.

## Collections
Le musée est situé au centre-ville à rue Hantverksgatan. La collection d'objets maritimes du musée comprend plus de 3 000 pièces ; entre autres :  
– maquettes de bateaux ;
– marines ;
– instruments de navigation ;
– uniformes de marin.
Dans le port d'Oskarshamn, il y a une succursale du musée où on expose une machine à vapeur construite au chantier naval de la ville en 1912. La machine était à l'origine installée en bateau à vapeur M/S Gustafsberg VII, lancée à Oskarshamn en 1912.